# Nyír (faanyag)
A nyír kemény lombos faanyag, Magyarországon elsősorban a közönséges nyír (Betula pendula), ritkábban a molyhos nyír (Betula pubescens) anyagát hasznosítják.

## Az élő fa
A közönséges nyír egész Európában elterjedt, kivéve a Földközi-tenger partvidékét. Szerény igényű, nagy alkalmazkodóképességű fa. Fagyálló, meleget tűrő, mészkerülő pionír faj. Üde, nedves, agyagos vagy vályogos talajon fejlődik legjobban.
Magassága 20…25 m  körüli. Kérge fiatalon sima, fehér, parával borított, keresztirányban lehántható. Idősebb korban az alsó részen vastag, nagyon durva, mélyen repedezett. Kéregvastagsága 1…7 cm.

## A faanyag
Faanyaga sárgás vagy vöröses, a levegőn sötétedik. A szíjács és a geszt nem különbözik egymástól. Likacsai szórtak, finomak, világos pontocskáknak látszanak, mintha a fa liszttel lenne meghintve. Az évgyűrűhatárok nem feltűnőek. Bélsugarai parányiak, alig láthatók, a sugárirányú metszeten a fa a bélsugártükrök miatt selymes fényű.

## Felhasználása
SzárításGond nélkül szárítható, de gyors szárítás esetén vetmedhet. Fülledésre hajlamos, ezért döntés után ajánlatos azonnal kérgezni, felvágni, máglyázni.
MegmunkálásMinden eljárással könnyen megmunkálható. Különösen jól esztergálható, késelhető, hámozható.
RögzítésKönnyen szegezhető, csavarozható. Minden ragasztási technológiával jól ragasztható.
FelületkezelésJól pácolható, jól lakkozható. Felületkezelés után is megtartja selymes fényét.
Tartósságélettartama szabadban kb.10 év, nedvességben kb. 40 év, állandóan szárazon kb. 500 év.
Kitűnő bútorfa, szerszámfa, furnérfa, a szagtalan hordók anyaga.